# Abraham Janssens

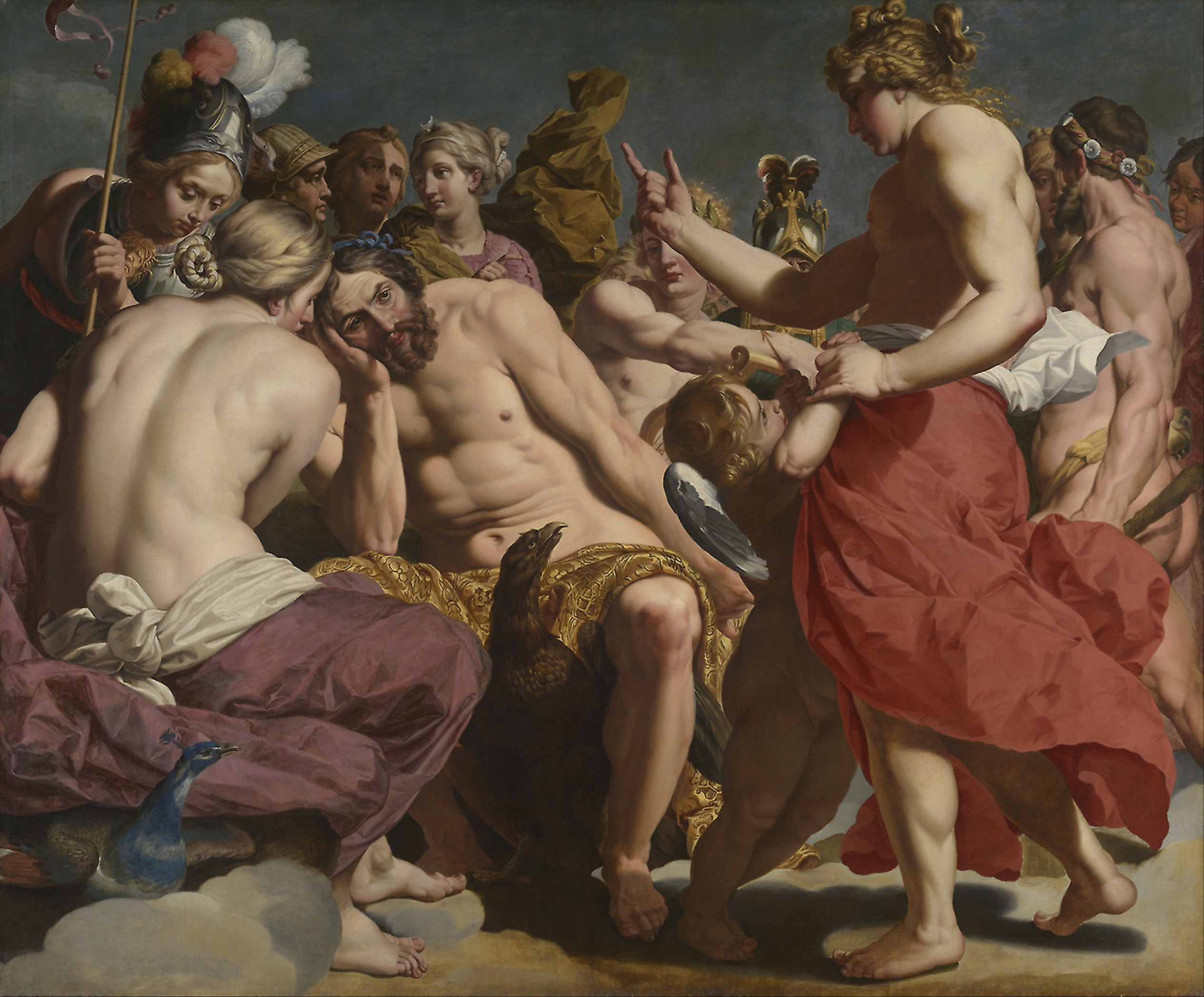
Giove rimproverato da Venere, 1612-13 circa, Art Institute of Chicago

Abraham Janssens (Anversa, 1573/1574 circa – Amsterdam, 1632) è stato un pittore fiammingo.

## Biografia
Allievo di Jan Snellinck, è documentato a Roma nel 1598. Dal 1601 fu membro della Gilda di San Luca di Anversa. Sulla base di considerazioni stilistiche si ipotizza un secondo viaggio in Italia verso il 1604, quando potrebbe essere venuto a contatto con le novità di Caravaggio.
Dipinse soprattutto temi religiosi, allegorici e mitologici in grande formato, facendo parte dei "classicisti di Anversa", amanti delle composizioni chiare e della colorazione basata su tonalità chiare.